# Jardín Botánico de San Antonio
El Jardín Botánico de San Antonio en inglés : San Antonio Botanical Garden es un jardín botánico de 33 acres (13.36 hectáreas) de extensión, de administración privada sin ánimo de lucro que se encuentra en San Antonio, Texas, Estados Unidos. 
El código de identificación del San Antonio Botanical Garden como miembro del "Botanic Gardens Conservation Internacional" (BGCI), así como las siglas de su herbario es SABG.

## Localización
San Antonio Botanical Gardens, 555 Funston Place, San Antonio, Condado de Béxar, Texas 78209 United States of America-Estados Unidos de América.
Planos y vistas sateliatales.29°27′32.04″N 98°27′25.56″O / 29.4589000, -98.4571000
El jardín y los invernaderos están abiertos al público todos los días del año. Se cobra una tarifa de entrada.

## Historia
El jardín inicial fue concebido en la década de 1940 por las señoras Mrs. R. R. Witt y Mrs. Joseph Murphy, que organizaron el "San Antonio Garden Center". Las dos se empeñaron en desarrollar un plan maestro para un centro botánico de la ciudad a finales de la década de 1960. 
El sitio del plan maestro era un área que había estado ocupada por unas canteras de piedra caliza y de la central depuradora de la ciudad. Los votantes aprobaron $265.000 en bonos en 1970, lo que fue el catalizador para financiar los nuevos jardines. 
Los terrenos estaban dispuestos para las nuevas instalaciones el 21 de julio de 1976 y el jardín botánico de San Antonio abierto oficialmente al público el 3 de mayo de 1980. 
Los jardines han tenido dos incrementos importantes desde la apertura. El invernadero Lucile Halsell diseñado por Emilio Ambasz que se abrió al público el 29 de febrero de 1988. 
Ese mismo año la antigua "Sullivan Carriage House" (casa de los carros de Sullivan) era más adelante trasladada desde su lugar inicial, ladrillo a ladrillo, al jardín botánico. La restauración del edificio comenzó en 1992 y el edificio fue dedicado formalmente en 1995. 

## Colecciones
Actualmente son de destacar en el jardín botánico:
- Lucile Halsell Conservatory (Invernadero Lucile Halsell) (1988)- diseñado por el premiado arquitecto argentino Emilio Ambasz esta estructura subterránea consta de cinco invernaderos diferenciados, rodeando a un patio central. Los especímenes que alberga la estructura incluyen plantas alpinas, plantas acuáticas, cactus, suculentas, plantas carnívoras, epifitas, helechos y aros, frutas tropicales, palmas y cycas. El edificio ganó varios galardones de arquitectura.

- Display gardens (Jardines de exhibición)- Jardines de la entrada, jardín para ciegos, jardín de Gertie, jardín de hierbas, lechos formales, plaza de la fuente, Kumamoto En, jardín pasado de moda, jardín de hierbas ornamentales, rosaleda, jardín sagrado, jardín bíblico, jardín sombreado, jardín ahorrador de agua, y cenador de glicinias. El "Kumamoto En" (escasamente 85 pies por 85 pies) es un jardín japonés en estilos reflectores y técnicas del jardín de Suizenji de 300 años de antigüedad de la ciudad de Kumamoto y del jardín separado del palacio de Katsura en Kioto.

- Native gardens(Jardines de Nativas) - plantas de los bosques de pinos del "Este de Texas", "Texas Hill Country", y "Sur de Texas".

- Sullivan Carriage House (construido originalmente en 1896, vuelto a reedificar en 1988) - diseñado por el conocido arquitecto Alfred Giles para el banquero Daniel J. Sullivan. La estructura fue recompuesta, ladrillo a ladrillo, en 1988 desde su localización original en el centro de San Antonio al jardín botánico. El edificio fue restaurado y remozado completamente en 1995. La estructura ahora sirve como la entrada principal a los jardines y sus establos y casa de carros anteriores contienen un restaurante, la tienda de regalos, oficinas, así como salones de actos y espacio para reuniones.

Algunas vistas del "Jardín Botánico de San Antonio".

Detalles
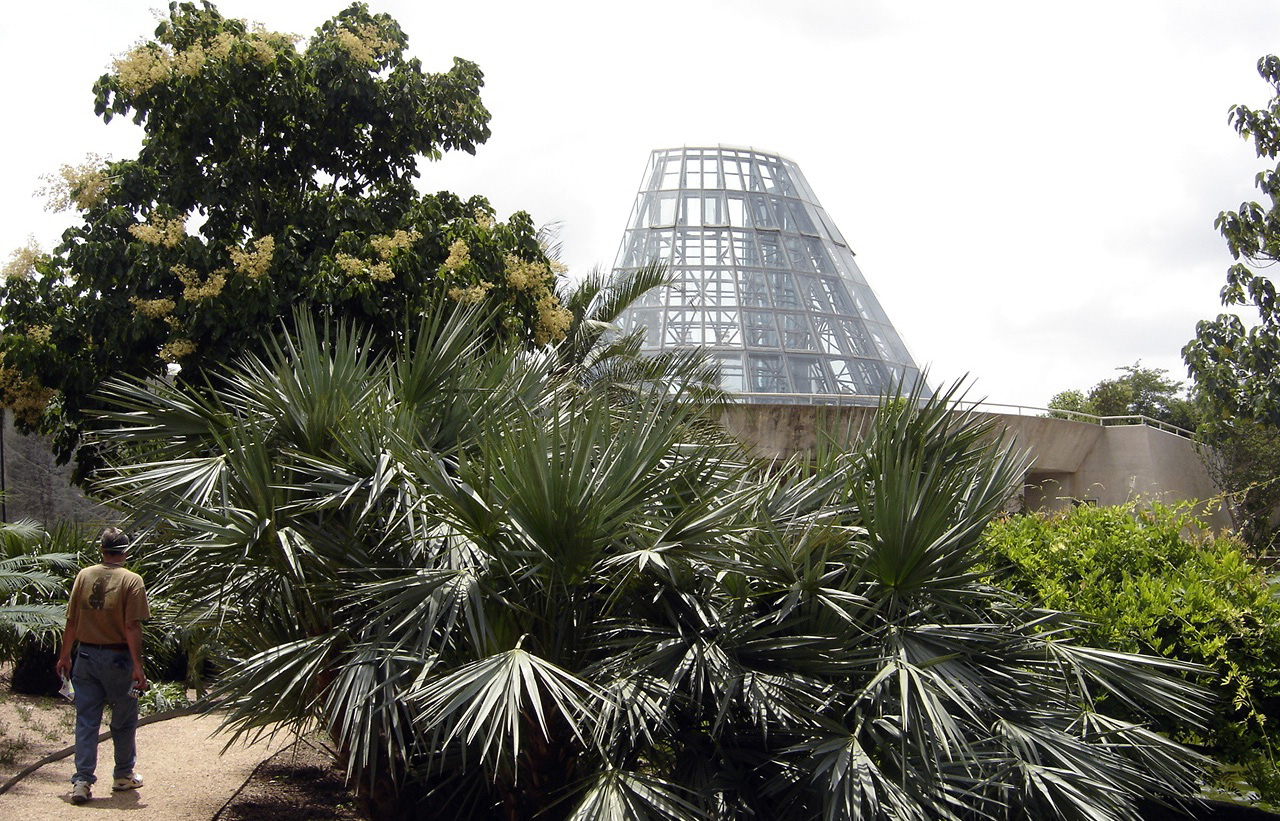
Lucile Halsell Conservatory
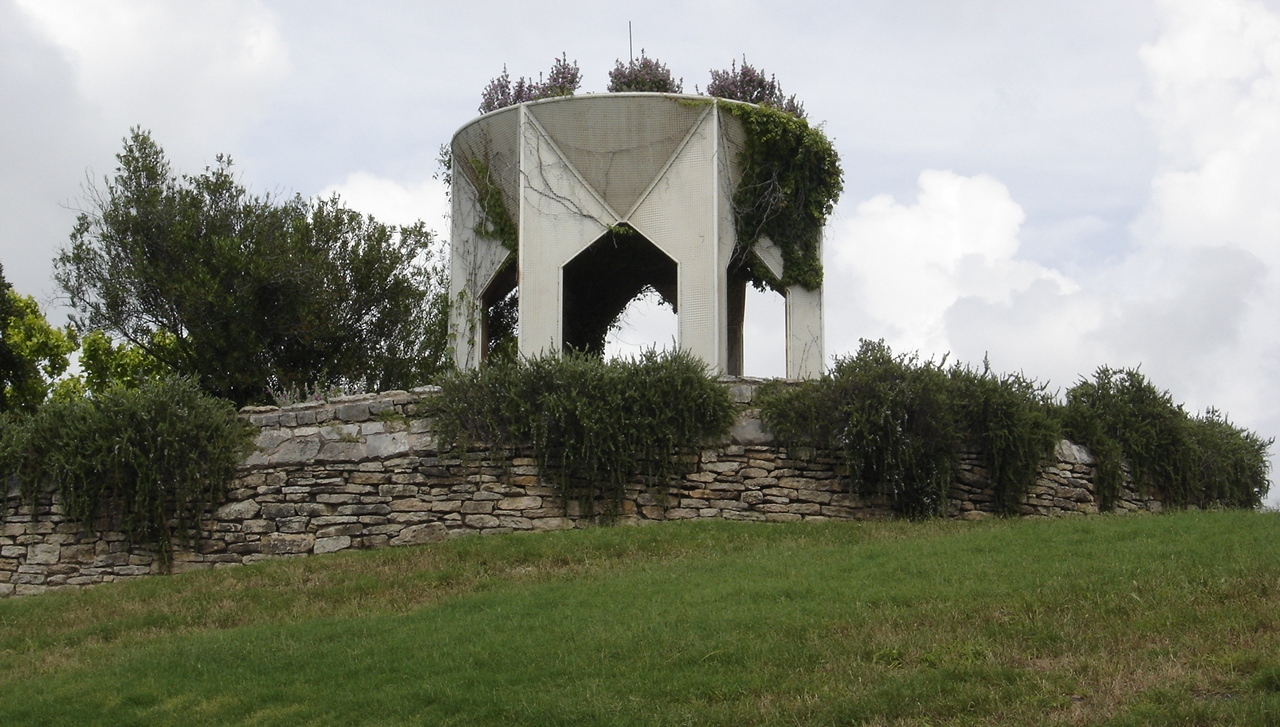
Torre de observación.
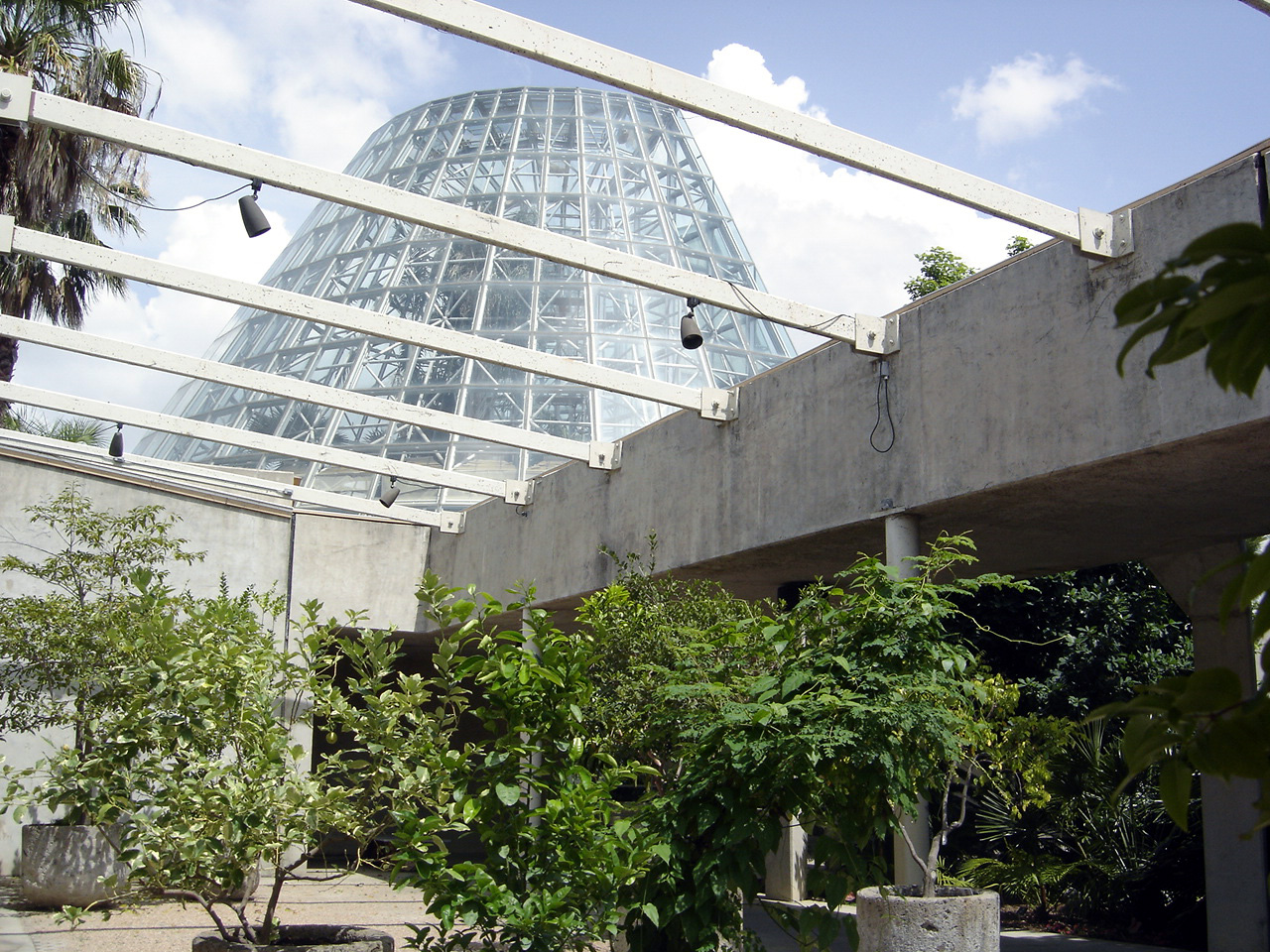
Lucile Halsell Conservatory (Pabellón de Palmas y Cycas desde el patio principal)
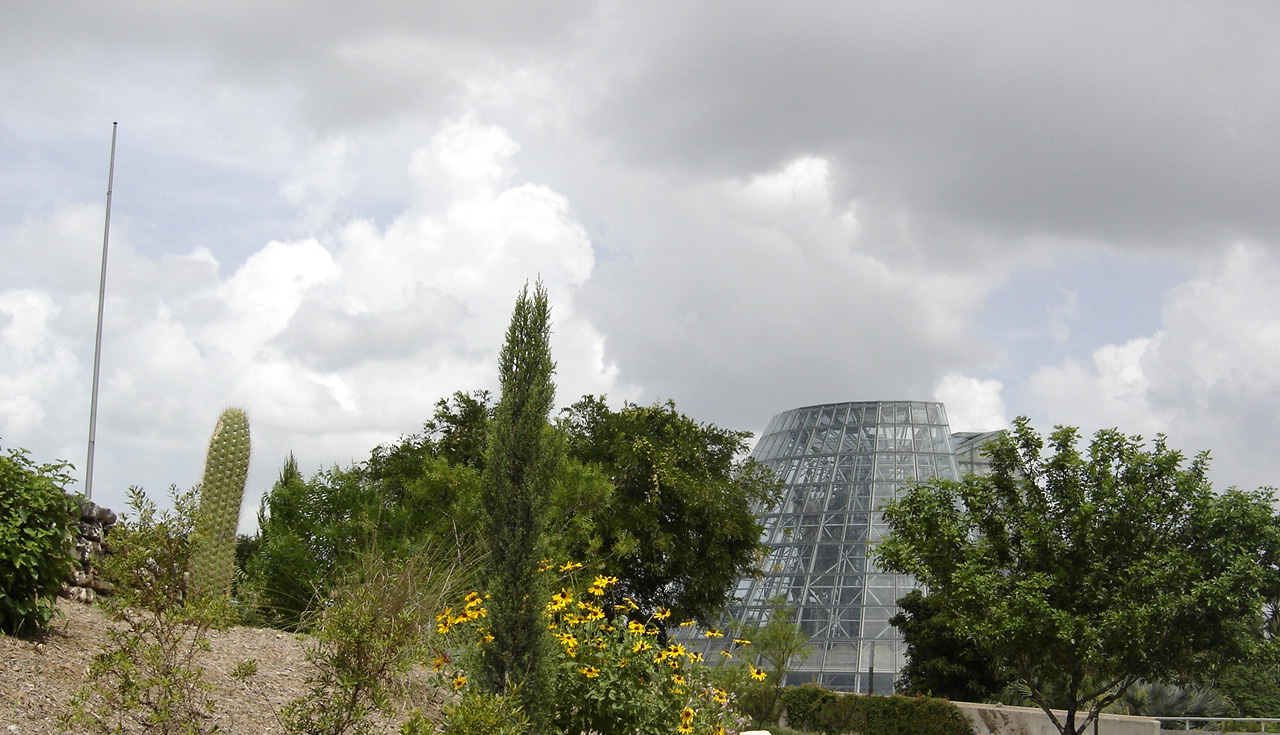
Lucile Halsell Conservatory.